# Mats Werner
Mats "Matte" Werner, född 1 juni 1953, är en svensk före detta fotbollsspelare (försvarsspelare). Werner växte upp i Bagarmossen med Billy Ohlsson och Kenta Ohlsson som han senare kom att spela med i Hammarby IF 1970-1984 och var en av de tongivande spelarna i det lag som spelade SM-finaler mot IFK Göteborg 1982. 1979 vann han den allsvenska skytteligan med 14 gjorda mål. 

### Webbsidor
- Lista på landskamper, svenskfotboll.se, läst 2013 01 29
- Mats Werner på national-football-teams.com